# Poste aux chevaux

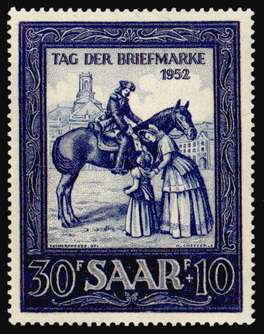
Poste aux chevaux représentée sur un timbre de la Sarre.

La poste aux chevaux est inventée en Chine, la technique se transmet aux Mongols puis au monde arabe, avant d'être adoptée en Europe. En France, ce service est actif entre 1477 et 1873. Un système de livraison postale a existé à divers moments et divers endroits au cours de l'Histoire. Le terme est habituellement réservé à un réseau de services réguliers qui était fourni sous licence de l'État.

## Histoire

### Création chinoise

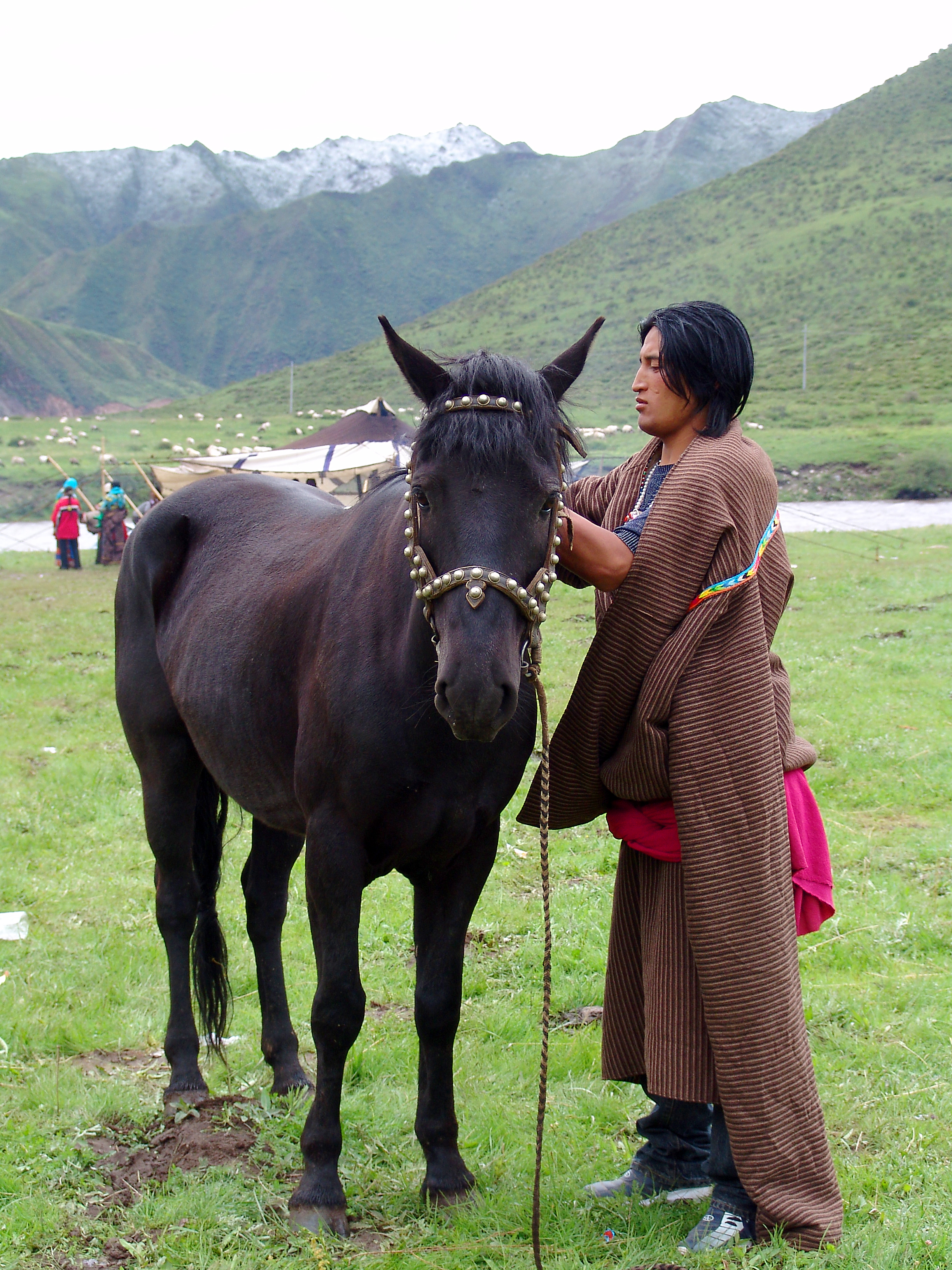
Chakouyi (岔口驿马).

D'après Didier Gazagnadou, le plus vieux système de relais de poste aux chevaux connu est dû aux Chinois, dans l'Antiquité. Ils mettent en place ce système pour transmettre plus efficacement les informations dans leur empire, avec un fort développement sous la dynastie Han. L'existence d'un système à relais géré administrativement est attestée par des sources écrites (notamment le Tcheouli) aux IIIe et IVe siècles. Sous la dynastie Tang, le service chinois des postes est très hiérarchisé : chaque relais a un directeur (yizhang), et les bâtiments comportent chevaux, ânes, mulets et/ou bateaux. Les fonctionnaires chinois qui exercent dans ces relais y sont souvent contraints par le service de la corvée d'État. Ils exercent des fonctions de palefrenier, d'agents d'entretien, ou de responsables du bon fonctionnement des bateaux. Des mulets et des ânes, moins rapides que les chevaux, sont mis à contribution quand ces derniers viennent à manquer.
D'après Caroline Puel, une race de chevaux chinoise est spécialement élevée pour le service des postes, le Chakouyi (岔口驿马), dont le nom se traduit par « station de transmission par la route ».

### Reprise par les Mongols
La chronique dite Histoire secrète des Mongols laisse à penser que ce peuple connaissait le principe de la transmission des messages à cheval, mais sans avoir d'organisation administrative. Les Mongols découvrent le système de relais chinois pendant leurs invasions du XIIIe siècle. Lorsque Gengis Khan prend Pékin en 1215, il conserve les services administratifs chinois, et notamment la poste à relais. L'utilisation de ce système joue un rôle majeur dans la transmission des informations dans l'Empire mongol, et donc dans son succès militaire. L'alliance entre la culture nomade et le système administratif permet l'extension de l'Empire mongol sur une très vaste étendue. À la différence de l'administration postale chinoise, celle des Mongols est cependant de nature militaire. Sous le règne de Kubilay Khan, le système de postes mongols est centralisé. Il semble que les relais de poste mongols s'implantent en Iran et en Irak, puisque le chroniqueur persan Jovaynî fait mention de l'établissement des relais de poste mongols dans sa région.

### Système syrien
Ce système est implanté en Syrie, puis en Italie au XVe siècle.

### Système ottoman

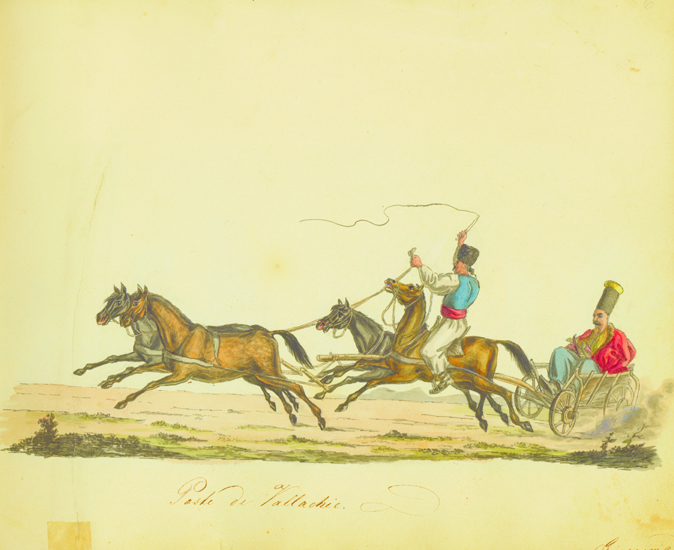
La poste ottomane en Valachie, dessin d'Auguste de Henikstein, 1825.

Dans l'Empire ottoman, les postes de gendarmerie, désignés sous le nom de karakol, servent en même temps de relais de poste. Le transport du courrier est traditionnellement assuré par des cavaliers tatars. Pendant le siège de Kars en 1855, un officier britannique note que : « Il faut habituellement un jour et une nuit pour l'amener ici [depuis Erzurum] et il est porté par des hommes qui vivent sur le dos de leur cheval et ne savent pas ce qu'est la fatigue. » Lorsque l'encerclement russe se resserre, ces postiers doivent prendre des chemins détournés où ils risquent d'être capturés ou tués par la cavalerie légère russe, et le temps de trajet passe à 11 jours.

### Système allemand

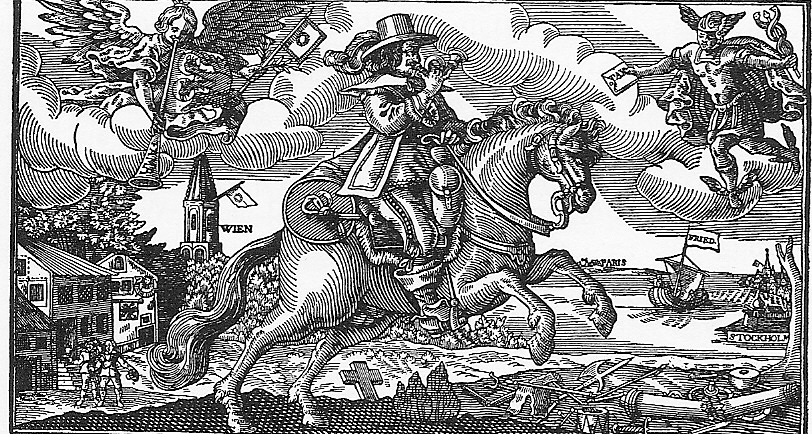
Un postillon annonce la nouvelle des traités de Westphalie mettant fin à la guerre de Trente Ans, gravure allemande anonyme, 1648.

Dans le Saint-Empire, la chronique de Memmingen signale la création d'un service de poste par le roi des Romains (héritier du trône impérial) Maximilien en 1490. Il relie les Pays-Bas à Rome : dans de bonnes conditions, un courrier peut faire le chemin de Memmingen à Rome en 5 jours. Les messagers logent dans des auberges ; en 1506, un système de prise en charge est mis en place pour que les aubergistes tiennent des chevaux de relais. Christoph von Taxis (de) (v. 1529-1589), maître de postes à Augsbourg, développe l'organisation des postes (Ordinari) entre les possessions de la maison de Habsbourg en Allemagne, en Italie et dans les Pays-Bas espagnols ; en 1562, à la demande du roi Sigismond II de Pologne, il crée une ligne postale reliant Cracovie, Vienne et Trente. Une ordonnance impériale de 1596 interdit aux messagers de l'Ordinari de s'éloigner de leur route sous peine de 5 florins d'amende. Après la guerre de Trente Ans, les courriers commencent à être désignés par le terme français de « postillon ».

### Système français
Les relais de poste apparaissent en France sous Louis XI, vers 1476, sur le modèle des relais de poste italiens, sous le nom de « Service des chevaucheurs du roi ». Le roi souhaitait alors être rapidement informé des opérations militaires qu'il menait en Bourgogne et des menaces qui pesaient sur la Guyenne. C'est ainsi qu'en 1477, la nouvelle de la défaite de Charles le Téméraire lui parvient en quelques heures.

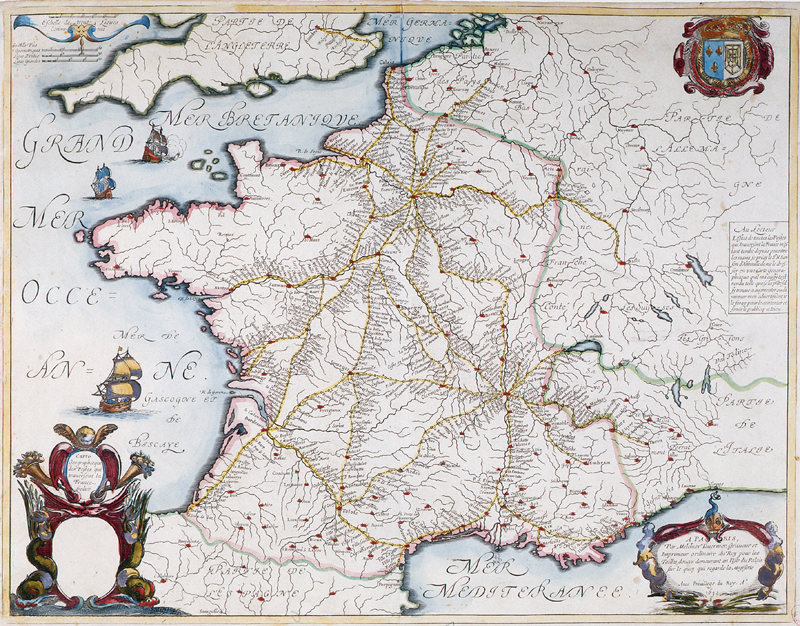
Routes de poste en France, carte de Nicolas Sanson, 1632.

Ils sont cantonnés au Val de Loire jusqu'au début du XVIe siècle. Henri IV autorise le port des courriers privées au début du siècle suivant. Cette institution disparaît en 1873.
Paris est le centre français de la Poste qui se développe grâce aux chevaux qui gardent le galop et permettent de parcourir les longues distances entre deux relais. Au XVIIIe siècle, on dit d'ailleurs « aller en poste » pour signifier que l'on va au galop. La création des relais demeure un privilège du roi, la Poste étant le nerf de la circulation des informations, donc un moyen essentiel de gouvernement et de contrôle du territoire.
Seules les personnes riches ont les moyens pécuniaires leur permettant de louer des chevaux de poste. Seuls les maîtres de poste peuvent louer des chevaux pour aller au galop. À ce privilège professionnel, s'ajoutent des avantages fiscaux importants. Louer un cheval de poste coûte 25 sols pour une distance de 8 km et par cheval, auquel s'ajoute le prix du service du postillon.
Le roi et ses ministres envoient des estafettes en province.
Les premières diligences de voyageurs, créées par Turgot, apparaissent en 1776. Les voyageurs qui font du commerce, les personnes de considération et les militaires qui rejoignent leurs garnisons sont les principaux utilisateurs de la Poste. Dans les années 1830, les voyageurs procurent près du tiers de ses revenus au maître de poste de Paris, Claude Gaspard Dailly. Le contrôle des voyageurs revient à ce dernier. Il est en effet autorisé à louer des chevaux aux seuls voyageurs présentant un passeport. Cette formalité fut ensuite étendue aux postes situées à six lieues autour de la capitale. À partir de 1817, les maîtres de poste de Paris et des postes voisines reçoivent une indemnité annuelle, imputée sur les fonds de la police secrète, de la part du ministre de la Police afin qu'ils fournissent à la préfecture un état journalier des voyageurs.
Les lettres et les messageries relèvent d'une administration spécifique qui se développe au début du XVIIe siècle. Celle-ci crée alors les bureaux de poste et organise le transport des dépêches. Ce sont des paquets de lettres, transportés entre ces bureaux de poste par de grands-courriers qu'elle appointe directement à cet effet ou par des courriers d'entreprises rémunérés par contrat qui sont des entreprises privées. Les maîtres de postes fournissent des chevaux aux seuls grands-courriers. Au milieu du XVIIIe siècle, les seules villes desservies sont Strasbourg, Lyon, Toulouse et Bordeaux. Le maître de poste de Paris attribue alors six chevaux par semaine aux courriers de Strasbourg, quatre à ceux de Lyon, deux à celui de Bordeaux et un seul à celui de Toulouse. Le courrier de Brest obtient six chevaux par semaine en 1778. Les services postaux se développent à partir de 1792 du fait de la Révolution, quatorze destinations sont alors desservies dont la Normandie et les villes frontalières des Flandres quotidiennement. Les malles-poste apparaissent en 1793, d'abord tirées par trois chevaux de front, puis par quatre chevaux en 1818. en 1828, elles deviennent un service journalier. En 1840, Dailly, le régisseur maître de poste de Paris tire environ 20̤ pour cent de ses revenus de la conduite de ces malles-poste.
L'entrepreneur de voitures publiques, appelé entrepreneur de messagerie, est le troisième client du maître de Postes de Paris. Il peut faire atteler ses diligences de chevaux de postes ou bien utiliser ses propres chevaux pour conduire ses voyageurs en province. Les maîtres de postes sont contraints dans un premier temps d'atteler leurs chevaux aux véhicules de messagerie. À partir de 1782, la conduite des diligences par les maîtres de poste se fait sur la base d'un contrat négocié de gré à gré entre l'entreprise de messagerie et le maître de poste. Les relayeurs particuliers se multiplient et le manque de travail pour les maîtres de poste se fait durement sentir dans les années 1800. Pour y remédier, en 1805, l'État fixe  une indemnité de 25 cts par poste et par cheval non utilisé par les entreprises de messageries que celles-ci doivent payer directement aux maîtres de poste. Cette indemnité représente près du tiers des recettes postales du maître de poste de Paris dans les années 1830.

#### Poste aux chevaux de Paris

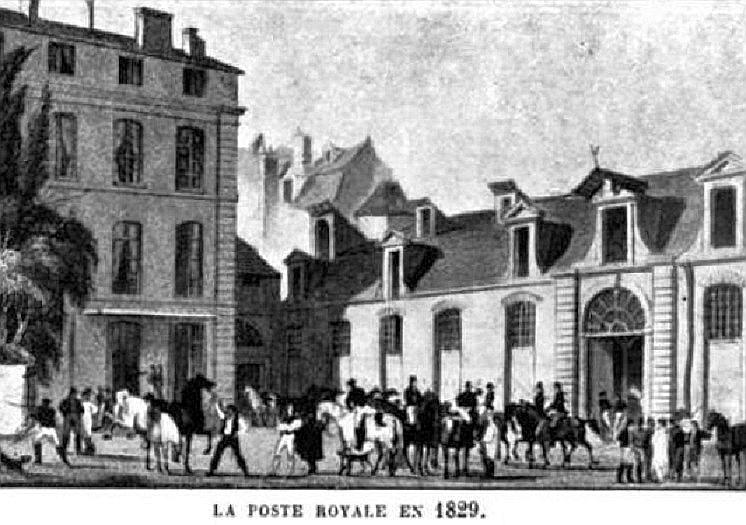
La poste royale à Paris, gravure de Charles Simond, 1829.

On suppose qu'en 1572 la poste aux chevaux de Paris est installée rue Saint-Jacques dans une maison ayant pour enseigne Le chapeau rouge. Au milieu du XVIIe siècle, la Poste aux chevaux se trouve  à Paris rue Tirechape avant de déménager rue des Poulies, à proximité du Louvre. En 1756, elle s'installe dans le petit hôtel Villequier. À la disparition de ce dernier, Louise Poullain qui est alors maitresse de poste de Paris, la transfère dans les deux hôtels de Saint-Pierre, rue des Fossés-Saint-Germain-l’Auxerrois et rue Jean-Tison. Les immeubles existants étant vétustes, un nouvel ensemble est construit. Livré en 1759, il comprend une maison de trois étages d'une longueur de 22 m ainsi que des bâtiments d'exploitation mesurant 40 m de long. Les écuries peuvent alors accueillir 180 chevaux et les greniers conservent les provisions d'avoine pour deux ans . La forge, une apothicairerie, une sellerie et des bureaux sont disponibles nuit et jour. Cet investissement et une mauvaise gestion conduisent Louise Poullain à la faillite. L'exploitation est reprise par Les entrepreneurs des Voitures de la Cour qui installent la poste aux chevaux dans la Maison des Coches, rue Contrescarpes, où très vite les bâtiments menacèrent ruine. Le maître de Poste de Paris depuis 1792, Jean-Barthélemy Lanchère, obtient un dépôt dans les écuries du duc d'Orléans, rue Saint-Thomas-du-Louvre, en 1795. La poste y demeure jusqu'en 1800. Il achète ensuite des terrains et des bâtiments de l'abbaye de Saint-Germain-des-Prés et installe la poste en face de l'église, 10 rue Bonaparte. En 1830, son successeur, Claude Gaspard Dailly, construit un établissement au no 2 de la rue Jean-Baptiste-Pigalle, et aux nos 14-18  de la rue de la Tour-des-Dames, où la poste déménage en 1867. Les Dailly font construire au 67 et 71 de cette même rue un hôtel particulier et des locaux pour abriter l'ensemble de leurs entreprises de transport. La poste aux chevaux disparait définitivement en ces lieux en 1873. Une fontaine ornée d'une tête de cheval fut érigée dans les jardins des immeubles qui remplacèrent les bâtiments quand ils furent détruits en 1968.
Au début du XIXe siècle, quelques facteurs à cheval, en tilbury ou en omnibus apparaissent dans la capitale, mais l'administration des Postes renoncera rapidement à développer un service de distribution à cheval dans Paris.

### Système américain

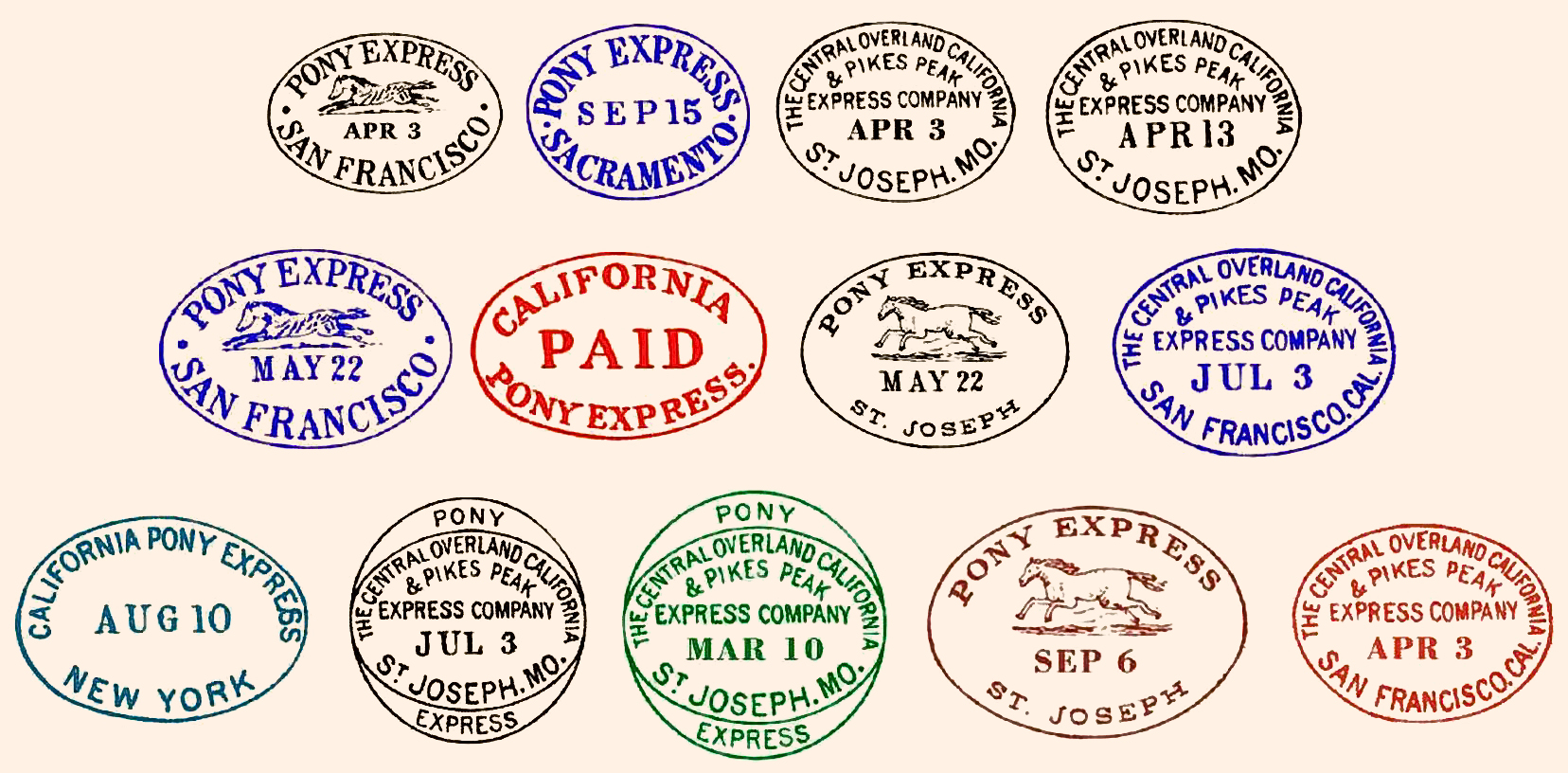
Assortiment de cachets du Pony Express. (1860).

Bien que très connu grâce à ses représentations culturelles (films westerns, BD de Lucky Luke...), le Pony Express américain n'a eu qu'une existence très brève, de 1860 à 1861.